# Мезон-Лаффит
Мезо́н-Лаффи́т (фр. Le château de Maisons-Laffitte) — знаменитый замок (дворец) во Франции XVII века, одно из немногих сохранившихся творений архитектора Франсуа Мансара. Расположен в одноимённом пригороде Парижа.

Замок Мезон, в котором он (Мансар) создал все здания и сады, обладает той единственной в своём роде красотой, что и многие иностранцы, приезжая туда, считают это одним из самых красивых творений, что есть у нас во Франции.— Шарль Перро, 1696 г.

## История

### Рене де Лонгёй. Строительство
Земли Мезон к северо-западу от Парижа с 1460 г. принадлежат фамилии высших парижских должностных лиц — семье де Лонгёй (фр. de Longueil) , относящейся к «дворянству мантии». Один из них, Рене де Лонгёй — богач, обладающий сеньориальными наследственными правами на Мезон и другие владения, приносящие ему значительный доход, увеличивает состояние, женившись в 1622 г. на тринадцатилетней Мадлен Буланк де Кревкёр (фр. Madeleine Boulenc de Crévecoeur), дочери Верховного судьи Палаты счетов. Бракосочетание состоялось в церкви деревни Мезон-сюр-Сен, лежащей на юго-западе от замка. Супруга Рене де Лонгёиль скончалась 11 апреля 1636 г., оставив ему четырёх детей. После её смерти он больше никогда не женился, и, храня память о покойной, прикажет впоследствии украсить новый замок монограммами из двойных инициалов, переплетёнными Мадлен и Рене.
Рене де Лонгёй — честолюбив, благодаря своей ловкости он сумел добиться внимания Ришельё и Людовика XIII. В 1642 г. он становится председателем Парижского Верховного суда. Но в тот же год кардинал умирает, а на следующий и король. Положение Рене становится шатким, когда к власти приходит Мазарини (тот с недоверием относится к парламенту). Тем не менее Рене де Лонгёй сумел укрепить своё положение при дворе и в 1645 г. становится управляющим замков Версаля и Сен-Жермена. Осторожность и покладистость председателя Верховного суда позволяет ему пережить Парламентскую Фронду, он полезен Мазарини во время переговоров Двора с Парижским парламентом, и 11 марта 1649 г. участвует в подписании договора между ними в Рюэле.
Занимаясь реконструкцией своего фамильного поместья, Рене в 1642 г. приглашает знаменитого Франсуа Мансара. Заказчик хочет заменить небольшой семейный замок соответствующим своему положению и состоянию сооружением — дворцом, достойным принять монарха (тем более, что невдалеке расположена королевская резиденция Сен-Жермен). Строительство идёт трудно и стоит дорого: архитектор известен неэкономным расходованием средств заказчика; уже возведённое правое крыло было снесено, то ли по причине неудовлетворённости зодчего своим творением, то ли из-за его же просчётов в конструкции. В 1646 г. здание подведено под крышу. Оформление интерьеров завершится ещё через три года.
В 1650 г. Лонгёй становится суперинтендантом финансов, получив эту должность благодаря поддержке влиятельных лиц при Мазарини; это вершина карьеры. Он собирается возглавить министерство финансов, когда разражается Фронда Принцев.
В апреле 1651 г. Рене принимает во вновь построенном замке тринадцатилетнего Людовика XIV, регентшу Анну Австрийскую, брата короля герцога Анжуйского, а также двор. Несмотря на оказываемую честь, кардинал подозревает председателя в двуличии: Мазарини боится, что Рене — сторонник Гастона Орлеанского и Конде. Неприятные чувства у двора вызвал и новый дом (один из красивейших в Иль-де-Франсе). Строительство его обошлось хозяину в 6 миллионов ливров — астрономическую по тем временам сумму. Злые языки утверждали, что лучше не углубляться в её происхождение . 5 сентября 1651 г. при утверждении нового состава министерства король отстранил де Лонгёй от должности суперинтенданта. Это опала. В 1653 г. у него забирают место управляющего замками Версаля и Сен-Жермена: признаётся несовместимость этого поста со званием председателя Верховного суда. В течение пяти лет Рене благоразумно остаётся в стороне от двора.
С 1656 г. Мазарини, чья власть укрепилась, не считает де Лонгёй более опасным: он вновь входит в милость, выдаёт свою дочь за маркиза де Суакур (фр. Soyecourt), дворянина Покоев короля и Главного гардеробничего короля. В 1658 г. Мезон становится маркизатом. Король разрешает обнести стеной владения Рене, что является привилегией потомственных дворян. Кроме того, монарх жалует ему должность управляющего охотничьими угодьями Мезон и дю Менсиль. Возобновляются работы в парке, развивающего принципы французских садов. Перед замком от леса прокладывают длинную въездную аллею, начинающуюся Северными воротами (или Воротами короля; год строительства — 1660). Далее анфиладу пространств последовательно продолжают три двора сложных геометрических форм: 1-й, 2-й и курдонёр, ограниченный рвом и балюстрадами ещё в 1651 г.. В 1658—1660 гг. Мансар строит роскошные конюшни на 2-м дворе. Здание, рассчитанное приблизительно на сорок лошадей, состоит из двухъярусного павильона, напоминающего решением центр замка и боковых крыльев с одноосевыми одноэтажными павильонами на концах. Кроме собственно конюшен, оно включает манеж, большую галерею и бассейн для водопоя. По роскоши наружной отделки сооружение могло соперничать с аналогичными постройками в Шантийи и Версале. Фасады галерей и угловых павильонов архитектор обработал чётким ритмом тосканских пилястр. Центральный объём над шестиколонным портиком украшают коринфские пилястры под треугольным фронтоном. Все здание завершено высокой мансардной кровлей. В 1668 г. у деревни сооружены ворота, называемые «те, что со стороны д’Эрбле» (фр. "celui du cotê d'Herblay") .
Достопримечательность садов — гидравлическая машина, предназначенная для подъёма воды из рукава Сены. Сооружённая ещё в 1634 г., совмещённая с мельницей, она обеспечивает работу фонтанов и является частью спектакля, демонстрируемого посетителям парка . Как и замок, внушительное сооружение из павильонов и галерей украшено мансардной шиферной крышей.
В конце центрального партера, на берегу Сены, устроили купальню: сложную систему сходов, закрытых и полуоткрытых пространств и бассейнов для принятия водных процедур, украшенных скульптурой и фонтанами .
В 1671 г. состоялся ещё один визит монарха в Мезон. Причины его печальны: смерть второго сына короля герцога Анжуйского в Сен-Жермен-ан-Ле. Король остаётся в замке Мезон несколько дней.
Рене де Лонгёй умирает в Париже в 1677 г. в возрасте 82 лет.

### Наследники
Среди наследников Рене де Лонгёй стоит отметить его внука, Жана Рене де Лонгёй. Ему отошла и должность председателя Верховного суда. Кроме того, он президент Академии наук. Жан Рене – человек Просвещения, сведущий в эпистолярном жанре и философии. У себя в замке он часто принимает  учёных, писателей и философов. Среди них Вольтер, которого вельможа причисляет к своим друзьям. Тот часто бывает здесь. Достоверно известно, что именно в Мезоне Вольтер написал «Генриаду». В 1723 г. произошло два события в замке: Вольтер серьёзно заболел, вызвали врача из Версаля, поставившего неутешительный диагноз – оспа. Философ чуть не умер в замке. Пришлось приглашать кюре Мезона. Но благодаря уходу за больным, предоставленному хозяином замка, гость поправился, и смог покинуть гостеприимное жилище. Когда Вольтер выезжает из занимаемых помещений, воспламеняется балка от камина, в течение нескольких недель непрерывно обогревавшего его комнату. Пожар разрушил часть дворца. Но этот несчастный случай не испортил дружбу маркиза с Вольтером.
Жан Рене де Лонгёй сам умирает от оспы в 1731 году в возрасте 31 года. Его единственный шестимесячный сын, Рене Проспер, последний потомок семейства де Лонгёй по мужской линии, погибает из-за нерадивой няньки на следующий год.
Земли Мезон переходят к Марии Рене де Бельфориэр (фр. Marie Renée de Belleforière), маркизе де Суакур; через несколько лет после её смерти дворец достаётся её внуку Луи Арману, маркизу де Суакур. Наследство обременительно: спустя век после постройки замок нуждается в ремонте, необходимы средства на его содержание. Но у нового владельца их нет. Начиная с 1746 г. маркиз пытается продать замок.
Дважды Мезон чуть не купил Людовик XV: 1-й раз для мадам Помпадур в 1747 г.. Маркиза посетила замок и сообщила королю, что он ей понравился. Монарх, побывавший здесь следом, тоже остался доволен, и, по-видимому, заинтересовался покупкой; но в конечном счёте без объяснения причин отказался. 2-й раз в 1770 г. король несколько дней живёт в Мезоне в обществе графини Дю Барри. Последняя упрашивает короля приобрести для неё дворец. Королевский архитектор, приглашённый для приведения здания в порядок, представляет монарху планы, согласно которым следует произвести коренные изменения в структуре замка, чтобы он соответствовал нормам комфорта 18-го столетия. Перед значительной суммой затрат Людовик XV вновь отказывается от приобретения дворца. Пройдёт ещё более 30 лет, пока найдётся покупатель для этого слишком помпезного и неудобного по меркам XVIII века строения. Это будет граф д'Артуа.

### Брат короля. Работы в замке
Мезон достаётся двадцатилетнему брату Людовика XVI в 1777 г.; тот искал жилище поблизости от Сен-Жермена, ожидая завершения реконструкции отведённого ему Нового замка, ради цели восстановления которого королевская казна выплачивает графу д’Артуа ежегодно 600 тысяч ливров.
Предпринимая работы в Мезоне, граф задействует Франсуа-Жозефа Беланже, создающего в 1779—1781 гг. неоклассическое оформление новых интерьеров. Для Летней столовой гипсовые статуи времён года выполнили скульпторы Фуко, Гудон, Буазо и Клодион. По желанию владельца проёмы вестибюля, которые Мансар заполнил великолепными кованными решётками, остекляют, решётки демонтируют.
Первые платежи казны, предназначенные для Нового замка, истрачены в Мезоне. В конце концов работы в Сен-Жермен заброшены. Но и планы переустройства Мезона не будут завершены никогда: легкомысленность и мотовство графа привели его финансы в весьма плачевное состояние. Граф д’Артуа столь скомпрометирован своими непримиримыми консервативными взглядами, что Людовик XVI сам, после взятия Бастилии, просит того эмигрировать. И 17 июля 1789 г. он уезжает, оставляя долгов на 40 млн ливров, что почти в 27 раз превышает цену в 1,5 млн ливров, заплаченную за Мезон при покупке в 1777 году.

### Революция и Империя
В 1792 г. на усадьбу Мезон накладывается секвестр, как на имущество эмигранта Шарля Филиппа Капета. В 1793 г. замок опустошён: его обстановка вывозится в Сен-Жермен и распродаётся.
В 1797 г. при Директории решено переместить в Лувр решётки вестибюля, где уже более двух столетий они и находятся: одна перед входом в галерею Аполлона, другая в Павильоне часов.
Замок же и поместье выставлены на продажу. Для облегчения торгов усадьба раздроблена на отдельные участки. У администрации Департаментов, ответственной за распродажу, есть тринадцать претендентов на покупку частей поместья. Однако в последующие дни директор Управления записями гражданских актов отказывается подписать купчую несколькими покупателями и вследствие закулисных махинаций по акту 2 декабря 1797 г. всё переходит к некоему Ланшеру (фр. Lanchère). Гражданин Ланшер, коннозаводчик, поставляющий лошадей армии, богач, выкупивший многочисленное национализированное имущество, использует только конюшни, оставляя замок в состоянии, брошенном графом д'Артуа. В 1804 г. он перепродаёт замок вернувшемуся во Францию многолетнему воинскому соратнику Наполеона Жану Ланну.
Маршалу Империи ранее принадлежал отель Кински в Сен-Жерменском предместье, а затем ещё бо́льший на улице Варенн: отель Роган-Шабо. Придерживаясь в городе пышного образа жизни, как того хотел император, для отдыха с женой Луизой (второй супругой, после развода с первой) и пятью детьми, Ланн и приобрёл Мезон. Он любит принимать здесь друзей в более раскрепощённой, чем при дворе, обстановке. Маршал приступает к завершению начатой графом д'Артуа реконструкции замка: дворец заново мебелируется и украшается, переделываются некоторые интерьеры. Не оставляет владелец вниманием и сады. По его замыслу там высаживают тополя, имитируя расстановку войск в битве при Монтебелло (фантастический титул герцога Монтебелло ему даровал император). Вновь проложенным аллеям маршал дал названия наполеоновских побед и генералов Империи. В парке, который отныне занимает свыше 300 га , разбита площадь Наполеона. При Лане в Мезоне устраивают овчарни, где содержат сотни баранов-мериносов.
Супруга маршала остается в замке Мезон, когда он отбывает на вторую австрийскую компанию. Через некоторое время она получает собственноручное послание императора : 

«Маршал умер в это утро от ран, которые он получил на поле битвы. Моё горе сравнимо с вашим. Я потерял наиболее верного генерала моих армий, моего товарища по оружию вот уже в течение 16 лет, которого я считал своим лучшим другом. Его семья и дети будут всегда находится под моим особым покровительством. И как гарантию, я пожелал написать вам это письмо, так как чувствую, что ничто не может облегчить естественную боль, которую вы испытываете».
Герцогиня Монтебелло в 1810 г. стала Первой придворной дамой императрицы Марии Луизы, с которой будет довольно близка, хотя жизнь при дворе герцогине будет не по нутру, и при любом удобном случае она уезжает в Мезон. После падения Империи в 1818 г. вдова маршала продаёт имение нуворишу Жаку Лаффиту (фр. Jacques Laffitte).

### Эпоха спекуляций
Сын плотника из Байоны, поступивший на службу к швейцарскому банкиру Перего (фр. Pérégaux), который будучи во времена революции банкиром Комитета общественного спасения, одновременно был банкиром дворян-эмигрантов, а затем финансовым советником Наполеона, Лаффит, разжившийся в эпоху Империи, сменит в 1814 г. Перего на посту управляющего Банком Франции, на котором останется до 1820 г.. При Реставрации Лаффит принадлежит к либеральной оппозиции, и по иронии судьбы в бывшем жилище Карла Х собирается кружок противников Бурбонов. При Луи-Филиппе у банкира начинаются финансовые трудности. Несмотря на помощь короля, лишь ценой ухищрений с бумагами на право владения Мезоном, Лаффиту удаётся сохранить поместье от кредиторов. Ради восполнения гигантских финансовых потерь от неумелых вложений в недвижимость, он пытается продать Мезон. Не найдя покупателя на столь крупный объект, он дробит земли парка на небольшие участки, застраиваемые особняками по принципу английских городов-садов. Но денег всё равно не хватает: для увеличения площади под коммерческую недвижимость Лаффит сносит конюшни Мансара и оранжереи. Засыпают ров вокруг курдонёра и уничтожают балюстрады, обрамляющие его. Для собственных нужд Лаффит оставляет только часть сада площадью 33 га, прилегающую к замку и названную Малым парком, реформированным в английском стиле. Наследница Лаффита и его супруги - единственная дочь Альбина Лаффит,княгиня Москворецкая (фр. Princesse de la Moskowa), вдова маршала Нея, после года владения остатками усадьбы в 1850 г. продаёт Мезон создателю страхового общества "Солнце" Тома де Кольма (фр. Thomas de Colmar). Тот пытается украшать Малый парк. Большой же парк во времена Второй Империи становится излюбленным местожительством высшей буржуазии.
В 1877 г. после смерти Кольма имение выкупает русский художник Василий (Вильгельм) Тильманович Громме. Но надежды, что артист будет прилагать усилия к сохранению замка и парка не сбываются: новый владелец озабочен лишь получением прибыли со своих инвестиций. Он отчуждает северо-восточную часть малого парка. 1-й и 2-й дворы, созданные Мансаром, уничтожены полностью; остатки курдонёра ограждают решёткой из замка де Майи. Замок практически заброшен. Громме скончался в 1900 году, а вновь созданные участки под застройку распродаются до 1904 г.. Замок вновь выставлен на торги. В январе 1904 г. имение выкупает строительный подрядчик Жозеф Симонде (фр. Joseph Simondet), и сообщает о своих намерениях снести замок и разделить остатки малого парка на участки для строительства. Владельцы окружающих вилл в шоке. Они мобилизуют все силы; инспирированная ими в печати компания приводит к тому, что государство в последний момент, в 1905 г. выкупает дворец. 14 июля 1912 г. замок открывает свои двери для широкой публики . Местность, где расположен дворец, и поныне респектабельный буржуазный район, в отличие от, скажем, Сен-Дени. Печально только, что он носит имя человека, который не только не приложил усилий к созданию замка, но непосредственно виновен в уничтожении комплекса.

### Галерея владельцев Мезон

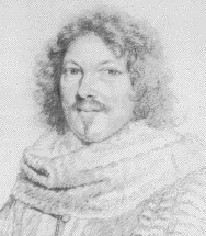
Рене де Лонгёй
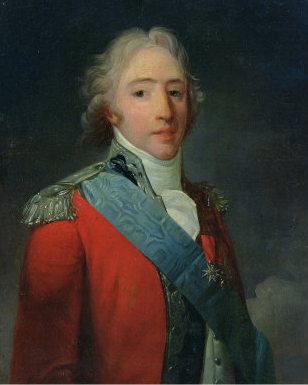
граф д'Артуа
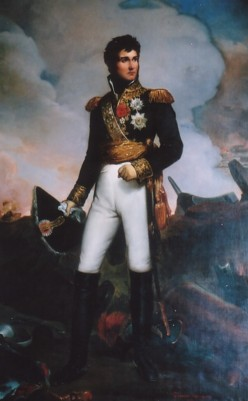
маршал Жан Ланн
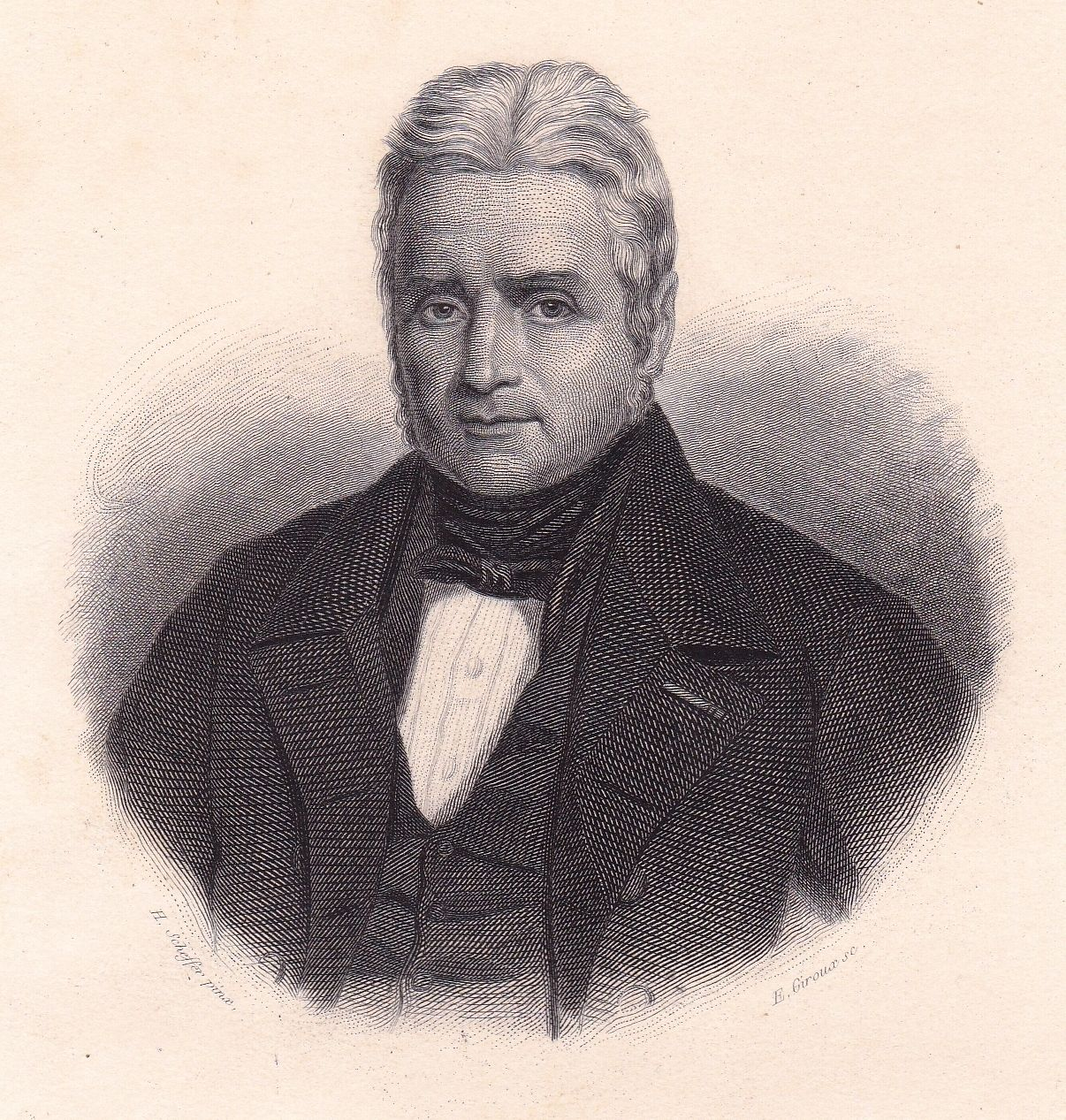
Жак Лаффит

## Архитектура
Архитектура дворца представляет собой развитие идей, которые Ф. Мансар использовал в Блуа: Мезон-Лаффит имеет много общего с крылом Гастона Орлеанского. П-образный план, поэтажное, идущее от ренессансных традиций, членение фасадов с классическим чередованием ордеров, высокие мансардные крыши из серого шифера роднят оба здания. В отличие от Блуасского замка, лестничный объём смещён из центрального павильона, но при этом также прост в планировочном и невероятно усложнён в пространственном решении многоярусных сводчатых перекрытий. Если фасады – яркий пример  классицизма XVII века, то барочные по пластике интерьеры - шаг на пути развития к Большому стилю Людовика XIV. 
В структурном отношении Мансар делит замок Большой лестницей (Escalier d'honneur) на четыре апартамента:
На 1-м этаже, слева, это апартаменты Рене де Лонгёй (cabinet de René de Longueil), включающие Салон пленников с камином, прославляющим победы Людовика XIII в тридцатилетней войне, оформленным 
 Жилем Гереном. Этим же скульптором по эскизам Жака Саразена выполнены орлы в вестибюле и барельефы в люнетах распалубок сводов, символизирующие четыре стихии; каннелированные колонны дорического ордера, многочисленные пилястры и филёнки, щедро украшенный свод придают этому монохромному классицистическому в деталях интерьеру барочную пышность.
Неоклассические апартаменты графа д'Артуа, расположенные справа, состоят из столовой офицеров, летней столовой и салона для игр, по проекту Ф.-Ж. Беланже оформленных искусственным мрамором Николя Люильером (фр. Nikolas Lhuillier).
Большая лестница Ф. Мансара украшена фигурками путти, сидящими над сандриками в простенках - символизирующие искусства группы выполнены Филиппом де Бюистэ (фр. Philippe de Buyster) согласно эскизам Ж. Саразена. Медальоны десюдепортов с изображением Аполлона и Дианы работы скульптора ван Опсталя (фр. Van Opstal).
На 2-м этаже слева находятся так называемые Итальянские апартаменты (d’appartement à l’italienne), оформленные Ф. Мансаром. Они состоят из Большого верхнего (Концертного при д'Артуа) зала, украшенного выполненными на мануфактуре Гобеленов шпалерами XVIII века, представляющими "Охоту Максимилиана"; соединённого с ним аркой салона Геркулеса (salon d’Hercule) ; комнаты Короля с альковом; двухъярусного Итальянского кабинета, барабан купола которого украшен сдвоенными гермами (мотив который творчески переработает Л. Лево в Большом салоне замка Во-ле-Виконт); наконец, миниатюрного овального Зеркального кабинета (cabinet aux miroirs), украшенного деревянными лакированными панелями с росписью Мишеля Корнейля и зеркалами, имитирующими окна в простенках между ионическими канелированными пилястрами, инициалы М и R на панелях под зеркалами напоминают о Мадлен и Рене де Лонгёй. Справа от Большой лестницы над апартаментами графа д'Артуа находятся комнаты маршала Ланна, ранее называвшиеся покоями королевы. Оформленные в стиле ампир с имитирующим лепку фризом, выполненным из папье-маше на мануфактуре Жозефа Бонэ в 1813 г., и затянутыми шёлком стенами, они украшены мебелью работы Франсуа-Оноре-Жоржа Жакоба, картиной Анри-Пьера Бланшара "Возвращение останков Наполеона с острова Св. Елены" и копией портрета маршала Ланна .
Третий этаж центрального павильона занимает помещение, называемое Обсерваторией.

## Фильмы, снимавшиеся в замке
- 1988: Опасные связи, реж. С. Фрирз[источник не указан 3611 дней]
- 1993: Дочь д'Артаньяна (фр. La Fille de d'Artagnan), реж. Бертран Тавернье
- 1995: Смешной (фр. Ridicule), реж. Патрис Леконт
- 2004: Миледи (фр. Milady), реж. Жозе Дайян (телефильм)
- 2006: Жан де Лафонтен — вызов судьбе (фр. Jean de La Fontaine - Le défi), реж. Даниэль Винье
- 2007: Реальная любовь — 2 (англ. Modern Love), реж. Стефан Казандян